# Nationaal Songfestival 1971
Het Nationaal Songfestival 1971 werd gehouden in Hilversum. Het werd gepresenteerd door Willy Dobbe.
In 1970 werd aan Saskia en Serge al gevraagd deel te nemen aan het nationaal songfestival, nadat het trio de Shepherds had afgezegd. Ze deden mee met het liedje "'t Spinnewiel", dat was geschreven door Saskia en gecomponeerd door Serge. In de nationale finale van 1970 was het lied een succes. De einduitslag was echter omstreden. Saskia en Serge kregen van de internationale jury vijf punten en hadden vier punten voorsprong op de Hearts of Soul met het lied "Waterman". Er waren nog vijf punten te verdelen door de vakjury. Deze vijf punten gingen allemaal naar Hearts of Soul, waardoor niet Saskia en Serge, maar Hearts of Soul Nederland op het Eurovisiesongfestival mocht vertegenwoordigen. Na de einduitslag ontving de organisatie van het nationaal songfestival vele boze telefoontjes. Volgens vele kijkers was de uitslag van de vakjury doorgestoken kaart.
Toch kregen Saskia en Serge hun kans en werden ze intern door de NOS gekozen om Nederland te vertegenwoordigen op het Eurovisiesongfestival 1971.
Saskia en Serge zongen zes liedjes:
- De tijd
- Lente
- Bobby snobby baard
- Vandaag begint de toekomst
- Die dag
- Zomernacht cantate

## Uitslag
| Plaats | Titel                      | Punten |
| ------ | -------------------------- | ------ |
| 1      | Tijd....                   | 2866   |
| 2      | Lente                      | 2335   |
| 3      | Bobby snobby baard         | 2282   |
| 4      | Vandaag begint de toekomst | 1674   |
| 5      | Die dag                    | 623    |
| 6      | Zomernacht cantate         | 589    |

1956 · 1957 · 1958 · 1959 · 1960 · 1961 · 1962 · 1963 · 1964 · 1965 · 1966 · 1967 · 1968 · 1969 · 1970 · 1971 · 1972 · 1973 · 1974 · 1975 · 1976 · 1977 · 1978 · 1979 · 1980 · 1981 · 1982 · 1983 · 1984 · 1986 · 1987 · 1988 · 1989 · 1990 · 1992 · 1993 · 1994 · 1996 · 1997 · 1998 · 1999 · 2000 · 2001 · 2003 · 2004 · 2005 · 2006 · 2007 · 2008 · 2009 · 2010 · 2011 · 2012